# (21480) Jilltucker
(21480) Jilltucker (1998 HO125) – planetoida z pasa głównego asteroid okrążająca Słońce w ciągu 3,69 lat w średniej odległości 2,38 j.a. Odkryta 23 kwietnia 1998 roku.